# Nikola Dinew
Nikola Dinew Nikolow, bulgarisch Никола Динев Николов, (* 18. Oktober 1953 in Nowa Sagora; † 1. Juni 2019) war ein bulgarischer Ringer. Er war mehrfacher Welt- und Europameister im griechisch-römischen Stil im Superschwergewicht.

## Werdegang
Nikola Dinew kam als Jugendlicher zum Ringen. Er war bei einer Größe von 1,84 m und einem Gewicht von ca. 130 kg ein ausgewachsener Superschwergewichtler. Er konzentrierte sich, nach ersten Erfolgen nach Stara Sagora delegiert, voll auf den griech.-röm. Stil, hatte aber das Pech, dass genau zu der Zeit, in der er rang in Bulgarien mit Alexandar Tomow ein weiterer Superschwergewichtler vorhanden war, der etwas älter war als er und schon enorme Erfolge einheimste, bevor Nikola Dinew die Spitze erreichte. Nikola Dinew musste sich deshalb jeden Startplatz bei einer internationalen Meisterschaft gegen Alexandar Tomow hart erkämpfen, oder er kam nur zum Einsatz, wenn Tomow verletzt war oder verzichtete.
Seinen ersten Einsatz bei einer internationalen Meisterschaft absolvierte Nikola Dinew bei der Europameisterschaft 1975 in Ludwigshafen am Rhein. Er stand dort mit Siegen über Zygmunt Andrecki aus Polen, Roman Codreanu aus Rumänien und Oleksandr Koltschynskyj aus der Sowjetunion kurz vor dem Titelgewinn, als er von dem ungarischen Außenseiter János Rovnyai geschultert wurde und mit dem 2. Platz vorliebnehmen musste.
Im Olympiajahr 1976 besetzte Alexandar Tomow die Startplätze bei den internationalen Meisterschaften im griechisch-römischen Stil des Superschwergewichts. Nikola Dinew wurde aber bei den Olympischen Spielen 1976 in Montreal im freien Stil eingesetzt. Er kam in dieser Stilart zunächst auch gut zurecht und siegte u. a. über die beiden deutschen Vertreter Heinz Eichelbaum und Roland Gehrke. Er unterlag aber in den entscheidenden Kämpfen gegen József Balla aus Ungarn und Soslan Andijew aus der Sowjetunion und kam auf den 5. Platz. Danach startete er nie wieder bei einer Meisterschaft im freien Stil.
1977 war dann das Jahr von Nikola Dinew. Er startete zunächst bei der Europameisterschaft in Bursa und gewann dort in überlegener Manier den EM-Titel. Er besiegte dabei u. a. wieder den sowjetischen Meister Alexander Koltschinski und den starken Rumänen Victor Dolipschi und revanchierte sich gegen János Rovnyai für die 1975 erlittene Niederlage durch einen Schultersieg. Er triumphierte dann auch bei der Weltmeisterschaft des gleichen Jahres in Göteborg, bei der er vor Alexander Koltschinski, Arne Robertsson aus Schweden und Einar Gundersen aus Norwegen siegte.
1978 kam Nikola Dinew nur bei der Weltmeisterschaft in Mexiko-Stadt zum Einsatz. Er traf dort nach zwei Siegen auf seine alten Rivalen Alexander Koltschinski und Roman Codreanu. In beiden Kämpfen wurden die Ringer wegen Passivität disqualifiziert, was dazu führte, dass in der Endabrechnung auf Grund der vorher erzielten Ergebnisse Alexander Koltschinski Weltmeister wurde und Nikola Dinew den 2. Platz belegte.
1979 war wieder ein "Tomow"-Jahr, d. h. Nikola Dinew wurde nicht eingesetzt. Er startete aber wieder bei der Europameisterschaft 1980 in Prievidza. Dabei wurde er zwar zusammen mit Roman Codreanu wieder wegen Passivität disqualifiziert, er besiegte aber Jewgeni Artjuchin aus der UdSSR und gewann auf Grund dieses Sieges den EM-Titel. Bei den Olympischen Spielen 1980 in Moskau kam trotzdem Alexandar Tomow zum Einsatz. Tomow unterlag dort im Finale gegen Alexander Koltschinski und musste diesem den Olympiasieg überlassen. Er trat danach zurück und machte so den Weg für Nikola Dinew frei.
Nikola Dinew nutzte diese Tatsache schon 1981 und wurde in Oslo Vize-Weltmeister. Er besiegte dabei den neuen schwedischen Star Tomas Johansson und erneut Jewgeni Artjuchin, unterlag aber gegen Refik Memišević aus Jugoslawien. An der Europameisterschaft dieses Jahres hatte er nicht teilgenommen.
Im Jahre 1982 gewann er dann wieder beide Titel. Zunächst wurde er in Warna vor Prvoslav Ilić aus Jugoslawien und Jewgeni Artjuchin Europameister und dann siegte er auch bei der Weltmeisterschaft in Kattowitz vor Refik Memišević aus Jugoslawien, Cándido Mesa aus Kuba und Awtandil Maisuradse aus der UdSSR.
Im Jahre 1983 gelang Nikola Dinew bei der Europameisterschaft in Budapest die Titelverteidigung vor József Nagy aus Ungarn und Jewgeni Artjuchin. Bei der Weltmeisterschaft 1983 in Kiew musste er sich aber im Finale erstmals gegen Jewgeni Artjuchin geschlagen gegen und belegte hinter diesem "nur" den 2. Platz. Er ließ aber Spitzenringer wie Cándido Mesa, József Nagy und Refik Memišević hinter sich.
Im Jahre 1984 wurde Nikola Dinew von Alexandar Tomow überrascht. Dieser feierte nach dreijähriger Ringer-Abstinenz ein Comeback und besiegte Dinew bei der bulgarischen Meisterschaft. Nikola Dinew kam deswegen bei der Europameisterschaft in Jönköping nicht zum Einsatz. Den EM-Titel gewann dort prompt Alexandar Tomow. An den Olympischen Spielen 1984 in Los Angeles konnte aber weder Nikola Dinew noch Alexandar Tomow teilnehmen, weil diese Spiele von Bulgarien boykottiert wurden. Diese Tatsache traf Nikola Dinew schwer. 1985 war er deshalb bei keiner internationalen Meisterschaft am Start. 1986 sprang er bei der Europameisterschaft in Athen jedoch noch einmal für den verletzten neuen bulgarischen Meister Rangel Gerowski ein und gewann zum dritten Mal den Europameistertitel vor Nikolai Makarenko aus der UdSSR und Tomas Johansson.
Danach beendete Nikola Dinew seine internationale Ringerlaufbahn, bei der er als mehrfacher Welt- und Europameister nie die Gelegenheit hatte, im griech.-röm. Stil um eine olympische Medaille zu kämpfen.

## Internationale Erfolge
(WM = Weltmeisterschaft, EM = Europameisterschaft, GR = griech.-röm. Stil, F = freier Stil, SS = Superschwergewicht, damals über 100 kg Körpergewicht)
- 1974, 3. Platz, "Nikola-Petrow"-Turnier in Plewen, GR, SS, hinter Alexandar Tomow, Bulgarien u. Oleksandr Koltschynskyj, Sowjetunion;
- 1974, 2. Platz, Balkan-Spiele der Junioren (Espoirs) in Gorna Oriahovitza/Bulgarien, GR, SS, hinter Boris Stipetic, Jugoslawien u. vor Mustafa Sezer, Türkei;
- 1975, 2. Platz, EM in Ludwigshafen am Rhein, GR, SS, mit Siegen über Zygmunt Andrecki, Polen, Alexander Koltschinski, UdSSR u. Roman Codreanu, Rumänien u. einer Niederlage gegen János Rovnyai, Ungarn;
- 1976, 1. Platz, Großer Preis der Bundesrepublik Deutschland in Aschaffenburg, GR, SS, vor Richard Wolff, BRD, Victor Dolipschi, Rumänien, Zygmunt Andrecki, Polen u. Jewgeni Artjuchin, UdSSR;
- 1976, 5. Platz, OS in Montreal, F, SS, mit Siegen über Einar Gundersen, Norwegen, Heinz Eichelbaum, BRD u. Roland Gehrke, DDR u. Niederlagen gegen József Balla, Ungarn u. Soslan Andijew, UdSSR;
- 1977, 1. Platz, EM in Bursa, GR, SS, mit Siegen über Einar Gundersen, Klaus Zindel, DDR, Alexander Koltschinski, János Rovnyai und Victor Dolipschi;
- 1977, 1. Platz, WM in Göteborg, GR, SS, vor Alexander Koltschinski, Arne Robertsson, Schweden, Einar Gundersen, János Rovnyai u. William Lee, USA;
- 1978, 1. Platz, "Werner-Seelenbinder"-Turnier in Leipzig, GR, SS, vor Kovacs, Ungarn u. Klaus Zindel;
- 1978, 2. Platz, WM in Mexiko-Stadt, GR, SS, mit Siegen über Antonio Rodriguez, Mexiko u. Einar Gundersen, in den Kämpfen Dinew gegen Alexander Koltschinski u. Dinew gegen Roman Codreanu, Rumänien wurden die Ringer jeweils wegen Passivität disqualifiziert;
- 1979, 2. Platz, Spartakiade der UdSSR in Moskau, GR, SS, hinter Alexander Koltschinski u. vor Jewgeni Artjuchin, Alexei Selenko u. Awtandil Maisuradse, alle UdSSR (Dinew war als Gastringer eingeladen);
- 1980, 1. Platz, EM in Prievidza, GR, SS, mit Siegen über Jewgeni Artjuchin, Marek Galinski, Polen u. Prvoslav Ilić, Jugoslawien, im Kampf gegen Roman Codreanu wurden beide Ringer wegen Passivität disqualifiziert;
- 1981, 2. Platz, WM in Oslo, GR, SS, mit Siegen über Ron Carlisle, USA, Arturo Diaz, Kuba, Tomas Johansson, Schweden u. Jewgeni Artjuchin u. einer Niederlage gegen Refik Memišević, Jugoslawien;
- 1982, 1. Platz, EM in Warna, GR, SS, vor Prvoslav Ilić, Jewgeni Artjuchin, Romanowski, Polen u. János Rovnyai;
- 1982, 1. Platz, WM in Kattowitz, GR, SS, vor Refik Memišević, Cándido Mesa, Kuba, Awtandil Maissuradse, William Lee u. János Rovnyai;
- 1983, 2. Platz, Turnier in Klippan/Schweden, GR, SS, hinter Jewgeni Artjuchin u. vor Roman Wrocławski, Polen u. Tomas Johansson;
- 1983, 1. Platz, EM in Budapest, GR, SS, vor József Nagy, Ungarn, Jewgeni Artjuchin, Roman Codreanu, Prvoslav Ilić u. Antonio La Penna, Italien;
- 1983, 2. Platz, WM in Kiew, GR, SS, hinter Jewgeni Artjuchin u. vor Cándido Mesa, József Nagy, Refik Memišević u. Henryk Tomanek, Polen;
- 1984, 2. Platz, World-Cup in Seinäjoki/Finnland, GR, SS, hinter Igor Rostorozki, UdSSR u. vor Ron Carlisle, Khalil, Ägypten u. Virtanen, Finnland;
- 1986, 1. Platz, EM in Athen, GR, SS, vor Nikolai Makarenko, UdSSR, Tomans Johansson, Roman Wrocławski, László Tóth, Ungarn u. Ioan Grigoraș, Rumänien